# Pfarrkirche Mautern

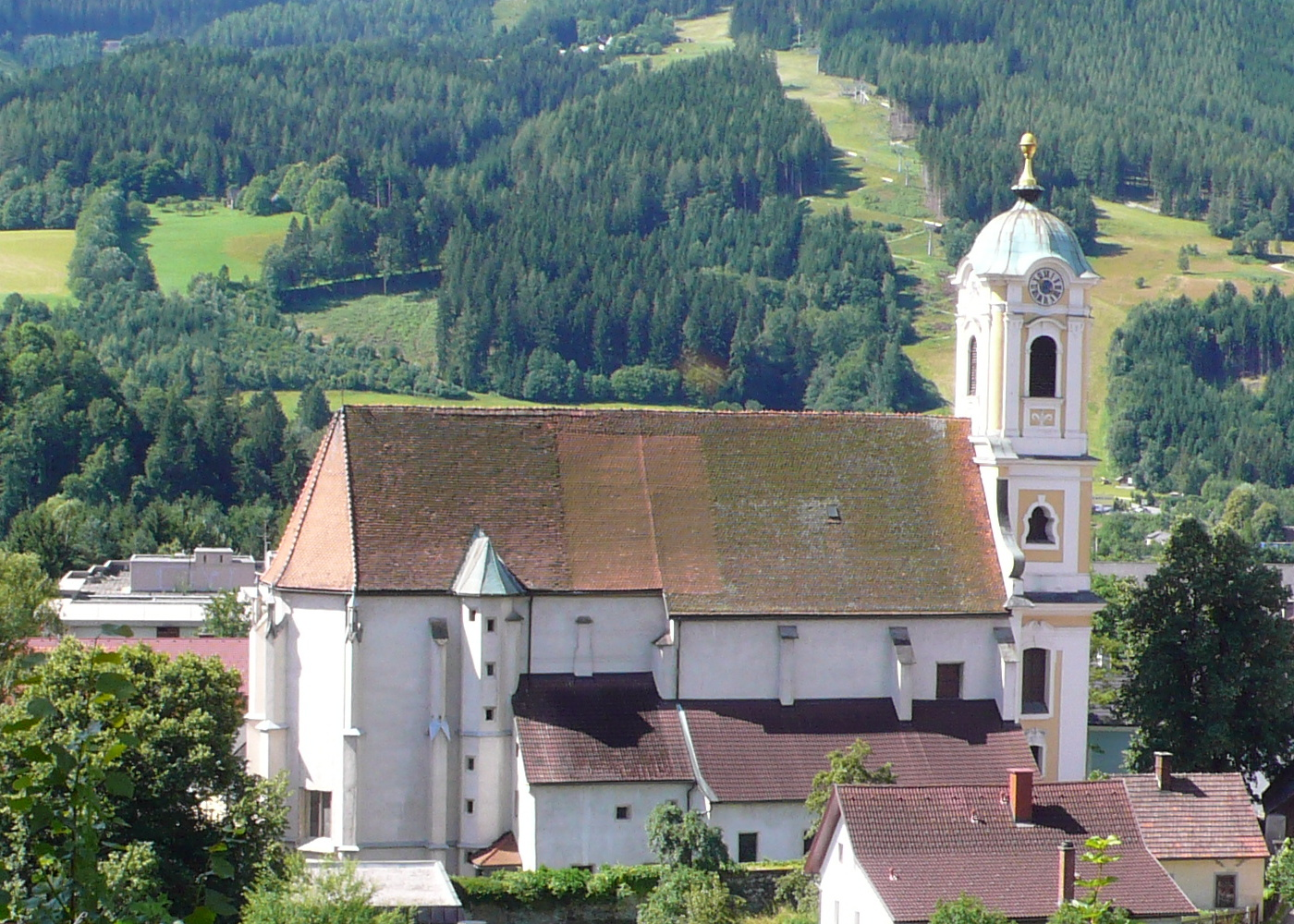
Katholische Pfarrkirche hl. Nikolaus in Mautern in Steiermark

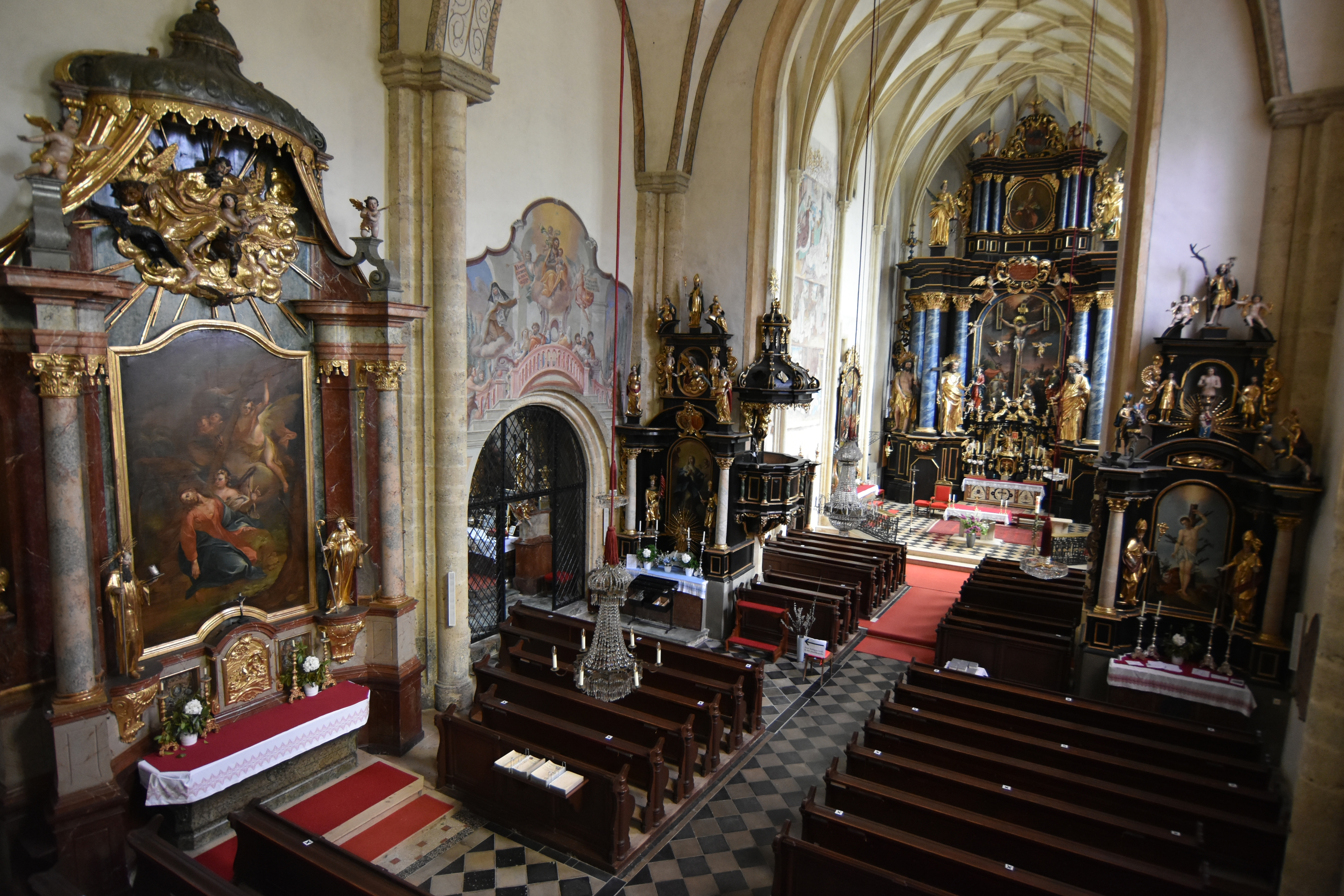
Innenansicht der Pfarrkirche

Die Pfarrkirche Mautern steht in der Marktgemeinde Mautern in Steiermark im Bezirk Leoben in der Steiermark. Die unter dem Patrozinium des heiligen Nikolaus von Myra stehende römisch-katholische Pfarrkirche – dem Stift Admont inkorporiert – gehört zum Dekanat Leoben in der Diözese Graz-Seckau. Die Kirche mit der Friedhofsummauerung steht unter Denkmalschutz (Listeneintrag).

## Geschichte
Urkundlich wurde 1187 eine Kirche als Filiale der Pfarrkirche Kammern genannt und 1196 dem Stift Admont inkorporiert. Die Kirche wurde 1566 zur Pfarrkirche erhoben.
Um 1450/1460 wurde eine Kapelle angebaut. Nach dem Türkeneinfall 1480 wurde die Kirche wiederhergestellt. Wegen Baufälligkeit wurde das Langhaus von 1602 bis 1607 mit dem Meister Peter Carlone neu eingewölbt. Der Kirchturm wurde 1774 mit Josef Hueber barock abgeschlossen. Die Kirche erlitt 1718, 1766, 1807 und 1887 Brände. 1841 wurden die Altäre renoviert. 1972/1975 wurde die Kirche restauriert.

## Architektur
Die Kirche zeigt außen abgetreppte Strebepfeiler, am Chors oben übereck gestellt und am Chorschluss oben mit Fialen. An der Chornordseite ist ein aus einem Achteck entwickeltes Treppentürmchen. 
An das hohe breite dreijochige Langhaus unter einer Spitztonne mit Stichkappen mit gemalten Netzrippen schließt über einen eingeschnürten spitzbogigen Fronbogen der eingezogene vierjochige gotische Chor unter einem Netzrippengewölbe mit einem Dreiachtelschluss an. Die Gewölbe liegen auf gotischen Runddiensten auf profilierten Wandvorlagen. Die dreiachsige Westempore ist zweigeschoßig auf Rundpfeilern, das Untergeschoß auf einem Kreuzgratgewölbe, das Obergeschoß hat eine seitlich vorschwingende Brüstung. Die zwei- und dreibahnigen Maßwerkfenster zeigen figurale Scheiben von Lindner und Koller aus Graz (1902). Der dreigeschoßige Westturm erhielt nach einem Brand 1766 eine barocke Haube.

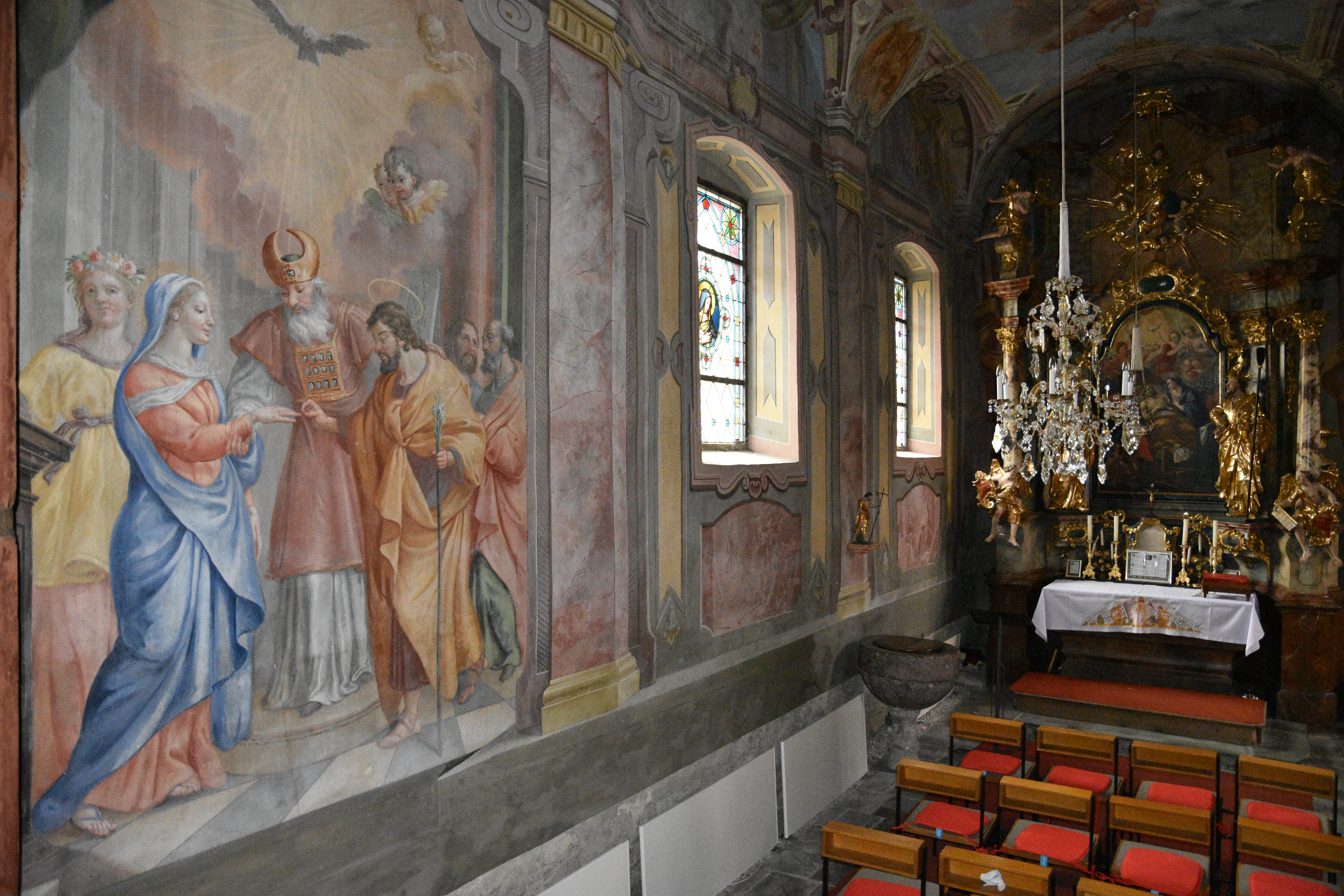
Kapelle hl. Joseph

Die nördlich am Langhaus angebaute dreijochige Kapelle hl. Joseph beinhaltet zur Gänze Wandmalereien in der Art des Johann von Lederwasch.

## Ausstattung
Der mächtige Hochaltar aus 1675/1680 trägt Statuen von Ägyd Meixner und zeigt das Wappen von Abt Adalbert Heufler (1675–1696).
Die Orgel baute Matthäus Mauracher im Jahre 1878. Eine Glocke aus dem Jahre 1767 wurde von Martin Feltl gegossen.